# Simsbury
Simsbury est une ville située dans le comté de Hartford, dans l'État du Connecticut (États-Unis). Lors du recensement de 2010, Simsbury avait une population totale de 23 511 habitants.

## Géographie
Selon le Bureau du Recensement des États-Unis, la superficie de la municipalité est de 34,30 milles carrés (88,84 km2), dont 33,92 milles carrés (87,85 km2) de terres et 0,37 milles carrés (0,96 km2) de plans d'eau (soit 1,1 %).

## Histoire
Simsbury devient une municipalité en 1670. Elle doit probablement son nom à Simondsbury, en Angleterre, d'où était originaire la famille du premier maire de la ville.

## Démographie
Lors du recensement de 2010, la municipalité de Simsbury comptait 23 511 habitants, dont 5 836 dans le census-designated place de Simsbury Center.
D'après le recensement de 2000, il y avait 23 234 habitants, 8 527 ménages, et 6 591 familles dans la ville. La densité de population était de 264,8 hab/km2. Il y avait 8 739 maisons avec une densité de 99,6 maisons/km2. La décomposition ethnique de la population était : 95,30 % blancs ; 1,17 % noirs ; 0,09 % amérindiens ; 2,12 % asiatiques ; 0,03 % natifs des îles du Pacifique ; 0,26 % des autres races ; 1,03 % de deux ou plus races. 1,54 % de la population était hispanique ou Latino de n'importe quelle race.
Il y avait 8 527 ménages, dont 41,1 % avaient des enfants de moins de 18 ans, 69,1 % étaient des couples mariés, 6,4 % avaient une femme qui était parent isolé, et 22,7 % étaient des ménages non-familiaux. 19,4 % des ménages étaient constitués de personnes seules et 7,8 % de personnes seules de 65 ans ou plus. Le ménage moyen comportait 2,70 personnes et la famille moyenne avait 3,12 personnes.
Dans la ville la pyramide des âges était 29,5 % en dessous de 18 ans, 3,6 % de 18 à 24, 27,7 % de 25 à 44, 26,6 % de 45 à 64, et 12,5 % qui avaient 65 ans ou plus. L'âge médian était 40 ans. Pour 100 femmes, il y avait 94,6 hommes. Pour 100 femmes de 18 ans ou plus, il y avait 89,3 hommes.
Le revenu médian par ménage de la ville était 82 996 dollars US, et le revenu médian par famille était $97 008. Les hommes avaient un revenu médian de $70 519 contre $42 136 pour les femmes. Le revenu par habitant de la ville était $39 710. 2,2 % des habitants et 1,0 % des familles vivaient sous le seuil de pauvreté. 1,6 % des personnes de moins de 18 ans et 4,3 % des personnes de plus de 65 ans vivaient sous le seuil de pauvreté.
| 1820  | 1850  | 1860  | 1870  | 1880  | 1890  |
| ----- | ----- | ----- | ----- | ----- | ----- |
| 1 875 | 2 737 | 2 410 | 2 051 | 1 830 | 1 874 |

| 1900  | 1910  | 1920  | 1930  | 1940  | 1950  |
| ----- | ----- | ----- | ----- | ----- | ----- |
| 2 094 | 2 537 | 2 958 | 3 625 | 3 941 | 4 822 |

| 1960   | 1970   | 1980   | 1990   | 2000   | 2010   |
| ------ | ------ | ------ | ------ | ------ | ------ |
| 10 138 | 17 475 | 21 161 | 22 023 | 23 234 | 23 511 |